# Telicota eurychlora
The Dingy Darter (Telicota eurychlora) là một loài bướm ngày thuộc họ Bướm nhảy. Nó được tìm thấy dọc theo tây nam bờ biển của New South Wales and đông bắc bờ biển của Queensland.
Ấu trùng ăn Cladium procerum.